# Verbe hébreu
Le verbe hébreu se construit sur une « racine », généralement trilitère, qui, complétée par un morphème discontinu vocalique, forme un « thème verbal » à partir duquel se construit un « verbe conjugué » apte à fonctionner lorsqu'il s'intègre dans une phrase.

## Du thème verbal au verbe conjugué
La structure morphologique du thème verbal est étudiée dans l'article morphologie de l'hébreu. La construction, à partir d'un thème verbal donné, d'un verbe conjugué, est l'objet du présent article plus spécialisé qu'intègre la catégorie grammaire hébraïque.

### Thème verbal
Les notions relatives au thème verbal, qui sont expliquées de manière plus détaillée dans l'article en épigraphe, sont celles de racine, de radical, de thème et de paradigme thématique.
- Un morphème consonantique lexical, formé par une séquence discontinue de consonnes, est conçu comme racine[3] (שֹׁרֶשׁ) de chacun des mots du lexique hébreu.

- Morphologiquement, à l'état des racines[4] (שרשים) que l'hébreu qualifie de chelemim[5] (שלמים) correspond la notion morphologique de racine. Il arrive que, par la présence de consonnes gutturales[6], la racine s'altère et présente une forme dérivée que l'hébreu nomme guizra (גִּזְרָה), littéralement forme séparée. À la guizra (גִּזְרָה) correspond la notion morphologique de radical[7].

- Un morphème vocalique thématique est une séquence discontinue de voyelles qui, entrelacée au chorech (שֹׁרֶשׁ), racine ou radical, forme avec lui un thème.

- Un paradigme thématique est l'ensemble des formes différentes que peut prendre le morphème vocalique pour constituer des thèmes différents sur un même chorech (שֹׁרֶשׁ) (c'est-à-dire sur une même racine).

### Prototype verbal
Cette notion de « prototype verbal » peut être présentée de trois manières : schématique, traditionnelle et morphologique.

#### Présentation schématique
Chaque racine trilitère pourrait  être figurée par un « prototype » xyz dans lequel chacune des lettres « latines » représenterait n'importe quelle consonne de l'alphabet hébreu. 
En partant de cette racine théorique, la formule x:y:z serait le prototype de toute formule consonantique d'un thème radical dans lequel les double-points signaleraient les points de chute des voyelles et euphonèmes constituant les morphèmes vocaliques thématiques.
Quant aux prototypes des formules consonantiques composées à l'aide de préfixes modaux, ils seraient : 
- N:x:y:z, pour le thème préfixé par un N modal ;
- H:x:y:z, pour les thèmes préfixés par un H modal ;
- et H:T:x:y:z, pour le thème précédé du préfixe modal double HT.

L'inclusion des morphèmes vocaliques thématiques propres à chaque paradigme (binyan) fournirait alors sept prototypes thématiques : XaXaX, XiXèX, XouXaX, NiX:XaX, HiX:XiX, HuX:XaX, et HiT:XaXèX.
Et pour expliquer les formes verbales conjuguées à partir de ces thèmes, il faudrait qualifier chaque x de la racine comme étant la consonne initiale, médiane ou terminale du radical.

#### Présentation traditionnelle
La grammaire traditionnelle procède à peu près de cette manière, mais elle remplace les x, y ou z, mentionnés ci-dessus par les consonnes d'une racine réelle extraite du mot  פֹעַל  poʿal (se traduisant en français par : une œuvre, une action, un fait et ...[Quoi ?] un verbe). Sur cette racine trilitère פעל (p.ʿ.l), se forment sept thèmes énoncés traditionnellement dans l'ordre suivant : פָּעַל (paʿal), נִפְעַל (nifʿal), פִּעֵל (piʿèl), פֻּעַל (pouʿal), הִתְפַּעֵל (hitpaʿèl), הִפְעִיל (hifʿil), הֻפְעַל (houfʿal).
Ces formes, qui mettent en évidence les morphèmes consonantiques et vocaliques constitutifs de ces thèmes, sont celles que prennent chaque thème conjugué à la troisième personne du masculin singulier du passé-perfectif. Elles servent d'étiquette aux paradigmes binyanim qui les intègrent, et  qui par elles sont cités dans les grammaires et dictionnaires.
L'usage de ce prototype permet aussi de signaler facilement la consonne initiale d'une racine par   pèh, la consonne médiane par ʿayin, et la consonne finale par lamed. Ainsi, pour la racine  ktb (signifiant écrire), la grammaire dit que p est k, ‘ est t, et l est b, pour montrer que les consonnes k, t, b, occupent respectivement les places initiale, médiane, et finale du prototype radical.

#### Présentation morphologique
D'un point de vue morphologique, on distinguera deux catégories parmi ces prototypes :
- un ensemble de trois thèmes radicaux d'abord (qui utilisent les consonnes du radical à l'exclusion de tout préfixe) : פָּעַל paʿal, פִּעֵל  piʿèl, פֻּעַל pouʿal,
- un ensemble de quatre thèmes composés ensuite, dont trois thèmes préfixés par une consonne unique (soit N, soit H) : נִפְעַל nifʿal, הִפְעִיל  hifʿil, הָפְעַל hofʿal, et un thème préfixé par deux consonnes successives H et T : הִתְפַּעֵל hitpaʿel.

### Formes conjuguées du verbe
Ancien ou moderne, l'hébreu ne connaît à proprement parler que trois conjugaisons : 
- une flexion perfective complète signale une action accomplie pour l'hébreu ancien, une action passée pour l'hébreu moderne ;
- une flexion imperfective complète indique une action inaccomplie pour l'ancien, une action future pour le moderne ;
- une flexion impérative moins étendue car inexistante à la première personne.

L'hébreu utilise aussi des formes non conjuguées du verbe, correspondant à ce que la grammaire française appelle les formes nominales du verbe, à savoir :
- deux infinitifs (un maqor muhlat et un shem hapo'al) ;
- deux participes (un participe verbal actif et un participe verbal passif) ;
- un gérondif.

#### Conjugaison perfective ou passée
La conjugaison du binəyān בִּנְיָן pāʿal פָּעַל d'un verbe sous l'aspect perfectif se caractérise par l'utilisation d'un thème verbal perfectif auquel s'ajoute un suffixe spécifique à chaque personne du singulier et du pluriel. Ainsi le verbe construit sur la racine KTV (écrire) a-t-il pour thème verbal perfectif la forme kâtav auquel peuvent s'ajouter un des suffixes personnels suivants : -tî, -tâ, -t, -âh, -nou, -tèm, -tèn, -ou, ce qui donne la conjugaison reprise dans le tableau suivant.
| en hébreu | transcription | traduction approximative   |
| --------- | ------------- | -------------------------- |
| כָּתַבְתִּי     | kâtavtî       | j'avais écrit              |
| כָּתַבְתָּ      | kâtavtâ       | tu (masculin) avais écrit  |
| כָּתַבְתְּ      | kâtavt        | tu (féminin) avais écrit   |
| כָּתַב       | kâtav         | il avait écrit             |
| כָּתְבָה      | kâtevâh       | elle avait écrit           |
| כָּתַבְנוּ     | kâtavnou      | nous avons                 |
| כְּתַבְתֶּם     | ketavtèm      | vous (masculin) avez écrit |
| כְּתַבְתֶּן     | ketavtèn      | vous (féminin) avez écrit  |
| כָּתְבוּ      | kâtevou       | ils (ou elles) ont écrit   |

- Remarques : Le thème kâtav se maintient devant tout suffixe commençant par une consonne, mais la dernière voyelle du thème s'élide (kâtv) devant un suffixe commençant par une voyelle. Dans l'exemple choisi, l'initiale תֶּ du suffixe est redoublée à l'aide d'un daguesh.

- Traduction plus précise de כָּתַבְתִּי (kâtavtî) : 
  - en hébreu ancien, j'ai à présent terminé d'écrire ;
  - en hébreu moderne, j'ai écrit, j'écrivais, j'écrivis.

#### Conjugaison impérative
L'impératif n'est pas à proprement parler un mode comme en français, mais une variante de la conjugaison du verbe au perfectif/futur. Il se forme en retirant le préfixe tav des formes du perfectif/futur mais en gardant les suffixes propres à cette conjugaison. 
L'impératif n'utilise que trois formes de la seconde personne, à savoir le féminin singulier, le masculin singulier, et le pluriel ambivalent.
L'impératif ne sert jamais à exprimer des ordres négatifs, lesquels sont formés en hébreu à partir de formes du perfectif/futur.
- Exemples : ...[Quoi ?]

### Formes nominales du verbe
Le thème verbal peut présenter, outre les formes conjuguées, les formes nominales du verbe que sont l'infinitif, le participe présent actif, le participe présent passif.

#### Infinitif
Le morphème préfixé datif (et directionnel) -ל l- ajouté au thème verbal permet de former un infinitif. Des règles grammaticales complexes déterminent la vocalisation de ce préfixe -ל en le-, la-, li-. Cette construction rappelle l'usage anglais de la préposition to pour signaler un infinitif (to think, penser).
- Exemples : lhaʿamin, croire ; laʿazor, aider ; likhtov, écrire.

#### Participe présent actif
Le participe présent actif présente quatre formes, construites à l'aide de morphèmes suffixés qui signalent les traits grammaticaux de genre et de nombre. Les suffixes -et et -ot indiquent le féminin singulier et le féminin pluriel. L'absence de suffixe et le suffixe -im indiquent le masculin singulier et le masculin pluriel. 
| catégorie modale | racine           | participes                                  |
| ---------------- | ---------------- | ------------------------------------------- |
| פָּעַל paʿal        | k.t.v écrire     | kotev kotevet kotvim kotvot                 |
| נִפְעַל nifʿal      | k.n.s entrer     | nikhnas nikhneset nikhnasim nikhnasot       |
| פִּעֵל piʿèl        | d.b.r parler     | medaber medaberet medabrim medabrot         |
| פֻּעַל pouʿal       |                  |                                             |
| הִתְפַּעֵל hitpaʿèl   | y.sh.b s'établir | mityashev mityashevet mityashvim mityashvot |
| הִפְעִיל hifʿil     | H.l.f changer    | maHlif maHlifa maHlifim maHlifot            |
| הֻפְעַל houfʿal     |                  |                                             |

### Verbes spéciaux

#### Être
| היה |

Sur la racine verbale trilitère היה (HYH), se conjuguent trois modèles structurels בּֽנְיָנֽים (byniânim), à savoir :
- un paradigme פָּעַל (pāʿal) de voix active (הָיָה / hāyāh qui peut se traduire en français par les verbes : être, exister, habiter, venir à passer) ;
- un paradigme נִפְעַל (nip̄əʿal, nifʿal) de voix passive (נִהְיָה / nihəyāh qui se traduirait par : devenir, se transformer en, être transformé en) ;
- et un paradigme פִּעֵל (piʿēl) qui, sans déposer sa modalité généralement intentionnelle, intensive ou répétitive, exprime en outre ici une nuance causative (היִיָּה / hīyāh signifiant produire ou faire exister) ; cette dernière forme est désuète en hébreu moderne mais courante en hébreu de la mishna.

Comme pour tous les verbes vus précédemment, la flexion de היה (HYH) présente des formes verbales conjuguées à l'indicatif (perfectif et imperfectif) et à l'impératif, mais aussi des formes nominales du verbe, soit : 
- deux infinitifs : 
  - un infinitif absolu (מָקוֹר מֻחְלָט māqōr mūḥlāṭ littéralement de source déterminée) הָיֹה hāyoh,
  - un infinitif construit (שֵׁם הַפֹעַל šēm hapoʿal, littéralement nom d'action) לִהְיוֹת lihəyōṯ ;
- un participe actif ;
- et un gérondif.

Conjugaison sur le modèle pâ'al de gizrah L est H : ?[Quoi ?]

#### Avoir (inexistant)
Il n'y a pas de verbe "avoir" en hébreu. Le verbe avoir au présent se traduit par une forme de type : "Il y a pour/à X Y[Quoi ?]".
Exemples :
- "Le berger a un chien" >  "יש לרועה כלב" ;
- "J'ai un livre" >  "יש לי ספר" ;
- "Il a la clef" > "יש לו המפתח" ; ou plus souvent en hébreu moderne : "יש לו את המפתח", parce que l'objet possédé est "senti" comme un complément d'objet direct, ce qu'il n'est pas grammaticalement.

Au passé et au futur, on utilise le passé ou le futur du verbe être, לִהיוֹת ("Il était à ...", "il sera à ...").
Exemples :
- "le berger avait un chien" >  "היה לרועה כלב",
- "Le berger aura un chien" >  "יהיה לרועה כלב" ;
- "J'avais un livre" > "היה לי ספר" ;
- "Il aura la clef" > "יהיה לו המפתח".